# Ferenc Gyurcsány
Ferenc Gyurcsány (Pápa, 4. lipnja 1961.) je mađarski poduzetnik, političar i bivši predsjednik Vlade Mađarske. 
Na taj položaj premijera nominiran je 25. kolovoza 2004. od strane svoje stranke, Socijalističke partije Mađarske, nakon što je Péter Medgyessy podnio ostavku zbog sukoba s koalicijskim partnerom. Gyurcsány je za premijera izabran 29. rujna 2004. u Parlamentu s 97 glasova za i 12 protiv (najjača opozicijska stranka nije glasovala). Svoju koaliciju vodio je do pobjede na parlamentarnim izborima 2006. godine, osiguravši tako još jedan premijerski mandat. Nedugo nakon izbora, 26. svibnja 2006. održao je sastanak u kojemu je ustvrdio da se Mađarska nalazi u teškom položaju, te da je njegova vlada bila prisiljena lagati o pravom stanju ekonomije kako bi dobila izbore. Audio-snimka govora je 7. rujna 2006. došla do mađarske javnosti, a premijer je potvrdio njegovu autentičnost na svom blogu. To priznanje je izazvalo veliko nezadovoljstvo u javnosti, zahtjeve s ostavkom i demonstracije tokom kojih je zapaljena i demolirana zgrada državne televizije u Budimpešti. Gyurcsány je odrastao u katoličkoj obitelji i htio je postati svećenik, ali se umjesto toga odlučio za karijeru u komunističkoj omladinskoj organizaciji KISZ, koju je napustio nakon prvih demokratskih izbora 1990. godine. Nakon toga se bavio biznisom i postao 50. najbogatiji čovjek u Mađarskoj. Godine 2002. je postao savjetnik premijera, a u siječnju 2004. predsjednik stranke MSP. Gyurcsány je oženjen za Klaru Dobrev, profesoricu prava na Sveučilištu u Budimpešti, i s njome ima dvoje djece, isto kao i dvoje djece iz prethodnog braka.